# Степное (Полтавский район)
Степное (укр. Степне) — посёлок,
Степнинский поселковый совет,
Полтавский район,
Полтавская область,
Украина.
Код КОАТУУ — 5324084901. Население по переписи 2001 года составляло 1934 человека.
Является административным центром Степнинского поселкового совета, в который не входят другие населённые пункты.

## Географическое положение
Посёлок Степное состоит из 3-х частей, разнесённых на расстояния в 1 и 2,5 км.
Рядом проходят автомобильные дороги М-03 и Р-11.

## Экономика
- Центральная база ремонта и хранения вооружения войск радиационной, химической и биологической защиты ВСУ. В/Ч А-0312.
- Опытное хозяйство «Степное» Полтавского института агропромышленного производства им. М. И. Вавилова, ГП.

## Объекты социальной сферы
- Школа.

## Известные жители и уроженцы
- Дудка, Мария Митрофановна (1924—1968) — Герой Социалистического Труда.
- Зараминских, Татьяна Григорьевна (род. 1921) — Герой Социалистического Труда.
- Кузь, Ефросиния Порфирьевна (1910—1996) — Герой Социалистического Труда.
- Литвин, Мария Корнеевна (1910—1973) — Герой Социалистического Труда.
- Миколенко, Ефросиния Макаровна (1908—1995) — Герой Социалистического Труда.
- Милявский, Александр Ефимович (1904—?) — Герой Социалистического Труда.